# Станислав Беловски
Станислав Беловски е съвременен мултидисциплинарен български художник. Известен с артистичните си намеси в градска среда и дигиталните си колажи на актуални социални и политически теми, които могат да бъдат проследени в София, в профилите му в социалните мрежи и са многократно отразени от световните информационни агенции.

## Биография
Роден е през 1976 г. в София. Завършва Национална гимназия за приложни изкуства „Свети Лука“ през 1995 г. Живее и работи в София.

## Изразни средства
Бързината на артистичната реакция към актуални събития е основна черта на творчеството на Беловски, която до голяма степен определя и изборът му на изразни средтва. Артистът използва цитати и заемки от общоизвестни произведения на изкуството и иконични образи на популярната култура. Произведенията му често са изпълнени в смесена техника – живопис, колаж, шаблон, рисунка и др.
„Художникът не е академичен изследовател, за да трябва да е обективен или неутрален. Изкуството е преди всичко лична позиция, вид политически акт.“ 

Станислав Беловски
В колажите си включва архивен снимков материал, документални фотографии и репортажи от мястото на текущи събития, както и произведения на известни художници и фотографи, сред които Ернест Пиньон-Ернест, Ричард Хамбълтън, Рой Лихтенщайн, Гюстав Кайбот, Каспар Давид Фридрих, Айвор Прикет, Слим Ааронс. Към всяка своя творба надлежно документира първоизточниците, времето и мястото на излагането им в публичното пространство.
Живописта на художника се характеризира с „мощно оркестриране на пространството“, като съчетава традиционни живописни похвати и модерен визуален език, модифициран от масмедийните модели на внушения, социо-политическите културни взаимоотношения и фетишизирането на образи от българския и световен обществен живот.
Наред с галериите, предпочитани пространства за показване на произведенията са улицата и интернет.

## Теми
Чести теми в произведенията на Беловски са политическата корупция в България и Войната в Украйна – след 2014 и особено след 2022.

## Изложби
Станислав Беловски е реализирал редица самостоятелни изложби в галерии в София, Варна и Пловдив, както и участия в колективни изложби, конкурси за съвременно изкуство, кураторски проекти и фестивали в България и чужбина. Негови творби се появяват редовно на видни места по софийските улици.

### Самостоятелни изложби
Списъкът е непълен:
- „Аз трябваше да направя нещо…“ (2023), Софийски арсенал – Музей за съвременно изкуство, София[1]
- „Nostalgic Dystopia“ (2022), галерия „Кредо бонум“, София
- „MIRROR, MIRROR“ (2020), галерия „Кредо бонум“, София
- „No Reason to Leave from the Sun“ (2019), галерия „Нюанс“, София
- „Make Art Not Friends“ (2017), галерия „Нюанс“, София
- „S’exprimer“ (2017), изложбено пространство на ул. „6-ти септември“ 1, София

### Общи участия
Групови изложби, кураторски проекти, конкурси и фестивали.
Списъкът е непълен:
- фестивал „Реките на София“ (2020), София
- „Tomorrow Belongs to Whom?“ (2020), част от SAW-Sofia Art Week//Swan Song 2020, галерия Espace PORT A, София
- „Космодрум: 2019 – една година от бъдещето“ (2019), Градска художествена галерия – Пловдив, Пловдив
- „ART Revolution Taipei 2019“ (2019), International Artist Salon, Световен търговски център Зала 3, Тайпе, Тайван
- „Космодрум“ (2019), галерия „One“, София
- групова изложба в Chan Liu Art Museum, Тайпе, Тайван
- „Национален конкурс за изящни изкуства, скулптура и графика на Алианц България 2018“ (2018), номинация за голямата награда, галерия „Шипка 6“, СБХ , София
- „International Artist Grand Prix“ (2017), X-Power gallery, Тайпе, Тайван
- „Forget Your Past“ (2017), галерия „Фотосинтезис“, София
- contempo international contemporary art festival 2013 (2013), Градска художествена галерия „Борис Георгиев“, Варна
- „Кошмарт 2013“ (2013), галерия „Графит“, Варна
- „Улица Нов живот“ (2012), галерия „The Fridge“, София
- „Национален конкурс за живопис, скулптура и графика на Алианц България 2012“ (2012), награждаване, галерия „Шипка 6“, СБХ, София
- New Wave Collective (2011), галерия „Буларт“, Варна
- „10х5х3- изборът на куратора“ (2010), галерия „Шипка 6“, СБХ, София
- Национален конкурс за млади художници и куратори на Международна фондация „Св. Св. Кирил и Методий“ (2009), галерия „Шипка 6“, СБХ, София
- „Пространства на демокрацията днес“ (2008), галерия „Васка Емануилова“, София
- Underground Festival 2007 (2007), София
- Port Orange Festival 2004 (2004), Порт Ориндж, Флорида, САЩ